# CS Turnu Severin
CS Turnu Severin was een Roemeense voetbalclub uit Drobeta-Turnu Severin.
De club ontstond onder de naam CS Gaz Metan Severin  in de zomer van 2007 als fusie tussen Gaz Metan Podari en CFR Craiova en begon in de Liga III. In 2009 werd de club kampioen en promoveerde naar de Liga 2. Daar werd de club in 2012 derde en promoveerde naar de Liga 1. In juni 2012 werd de huidige naam aangenomen. In het seizoen 2012/13 degradeerde de club direct weer waarna het faillissement werd uitgesproken.